# Русел дьо Байол
Русел дьо Байол (Roussel de Bailleul, Roscelin, Roskelin de Baieul), нормански авантюрист и военен наемник, служил във византийската армия по времето на император Роман IV Диоген. Наричан от ромеите Франгопул (на гръцки: Φραγγόπουλος, букв. Франкския син). Анна Комнина го споменава, като Урселий (на гръцки: Ούρσέλιος).
Известен за историографията с опита си да създаде независима франко-норманска държава на територията на Византийската империя.

## На византийска служба
Липсват преки доказателства Дьо Байол да е участвал във Варяжкия отряд. В „Алексиада“  е описван като съратник на Робер Гискар в конфликтите му със сарацините в Южна Италия и по-късно като предводител на византийски франкски наемнически войски в Мала Азия. Той отказва да участва в разгрома при Манцикерт, но е оставен на поста си и е пратен на военен поход срещу селджуките в Галатия.

## Сепаратизъм
През 1073 г. той се възползва от случая и обявява независимо княжество със столица Ангора, по подобие на другите нормани в Южна Италия. Служили на василевса, норманите пожелават богатствата на намиращата се в упадък империя за себе си.
Кесарят Йоан Дука, брат на императора Константин X Дука, е изпратен срещу бунтовника Русел, но е разгромен, преследван и обсаден в Скутари. Градът срещу Константинопол е завзет и опожарен от Дьо Байол. В крайна сметка размирникът е прогонен от селджуките, които се възползвали от конфликта и заграбили част от византийските територии, които Русел успял да завладее. Последният бяга в Амасия, където е популярен и е обявен за градски управител. По-късно е предаден от същите тези амасияни и е затворен в Константинопол. 

## Последни години и смърт
Освободен е през 1074 г. и хвърлен срещу разбунтувалия се стратег Никифор Вотаниат, когото безусловно побеждава. Въпреки че тази кампания е предложена на Русел като последен шанс за реабилитация пред короната, той отново променя ориентацията си. Неконформист до последно, той мечтае за собствена норманска династия с короната на Византия. Отново е победен от селджушки войски при Никомедия и е предаден на Алексий I Комнин.

Русел дьо Байол е изтезаван и екзекутиран в Константинопол през 1077 г.